# Đường ven biển Tam Quan – Quy Nhơn
Dự án mở rộng tuyến đường ven biển (ĐT 639) đoạn từ Khu kinh tế Nhơn Hội (phường Quy Nhơn Đông) đến phường Hoài Nhơn Bắc, được thiết kế theo tiêu chuẩn đường cấp III đồng bằng, với tổng chiều dài toàn tuyến 124 km, nền đường rộng 12 m, mặt đường rộng 11 m, 4 làn xe cơ giới, vận tốc thiết kế 80 km/h, tổng vốn đầu tư dự kiến khoảng 9.300 tỉ đồng. Trong đó, riêng đoạn từ xã Đề Gi đến phường Hoài Nhơn Bắc dài 58 km, vốn đầu tư gần 3.000 tỉ đồng. Dự án được thực hiện theo Quyết định 129/QĐ-TTg ngày 18.1.2010 về việc quy hoạch chi tiết tuyến đường bộ ven biển Việt Nam với mục tiêu nhằm kết nối hạ tầng giao thông đồng bộ, tạo động lực thu hút đầu tư, đẩy mạnh phát triển kinh tế - xã hội các địa phương ven biển.